# 1 minute film & sound awards
De 1 minute film & sound awards is een jaarlijkse wedstrijd voor filmpjes van 1 minuut in Leffinge in de Belgische provincie West-Vlaanderen. De wedstrijd is geïntegreerd in het muziekfestival Leffingeleuren. Een mobiele buitenbioscoop vertoont de selecties doorlopend op groot doek.
De invulling van de film en het geluid is aan de maker, waarbij deze ook stilte als geluid kan opvatten zolang dit bewust wordt toegepast. De filmpjes kunnen variëren van een soundscape à la David Lynch, een rock- & soultrack à la Tarantino, tot een ouderwetse epiek à la Morricone. Als criterium voor de jury weegt de soundtrack even zwaar als het beeld.

## Winnaars 2008
- 1e prijs: Lousy Story van Loiseaux Stan
- 2e prijs: Beethovens Burka van Beyazi Akin
- 3e prijs: My Brother van Philip Claessens
- publieksprijs: Cycli van Van Wynsberge Land & Branie